# Кревецький Іван-Мар'ян Іванович
Іва́н-Мар'ян Іва́нович Креве́цький (псевдо Ф. Королевський тощо, 27 жовтня 1883, Іванівці, Королівство Галичини та Володимирії, Австро-Угорщина — 27 червня 1940, Розділ, Українська РСР, СРСР) — український історик, бібліограф, громадський діяч і журналіст. Історик школи Михайла Грушевського, керівник бібліотеки Наукового товариства імені Шевченка, головний архівіст УГА, редактор урядової газети ЗУНР та часописів «Наша школа» (1909—1912), «Стара Україна» (1924—1925). Син народного вчителя Івана Кревецького.

## Біографія
Народився 14 жовтня 1883 р. в сім'ї вчителя початкової школи села Іванівці в Австро-Угорщині (тепер Жидачівського району Львівської області). Після закінчення Академічної гімназії навчався на філософському факультеті Львівського університету (1903—1907), де студіював історію України під керівництвом Михайла Грушевського.
Коли через відхід Михайла Павлика з бібліотеки НТШ посада її керівника стала вакантною, Грушевський запропонував її своєму студентові. Відтак І. Кревецький керував бібліотекою НТШ 25 років (1905—1914, 1921—1937).
Із 1907-го — дійсний член НТШ, із 1909-го — секретар історично-філософської секції.
З 1921 — керівник наукового семінару з української військової історії в Таємному українському університеті у Львові (до 1925).

### Наукові інтереси
Досліджував історію Галичини кінця XVIII — першої половини XIX ст., відзначився сумлінними статтями про події періоду «весни народів» (революція 1848—1849 рр.). Готував дисертацію з історії Австрії, проте внаслідок охолодження стосунків із М. Грушевським, а також через воєнне лихоліття так і не захистив її.
У період ЗУНР вступив до лав Української Галицької армії, його призначили редактором основного пресового органу ЗУНР «Республіка». Разом з УГА пройшов випробування національно-визвольних змагань і повернувся до Львова 1921 р. після тифу.
В українській історіографії І. Кревецький — перший інтерпретатор «державницького напряму» «весни народів» у Галичині.
Перед Другою світовою війною бібліотека НТШ, під керівництвом Кревецького, стає найповнішою книгозбірнею українських книг, часописів та рукописів у світі — налічувала до 300 тисяч книжок та рукописів.

## Вибрані праці
- Київське історичне товариство Нестора-літописця [Архівовано 7 квітня 2014 у Wayback Machine.] // Літературно-науковий вісник. — Том 28. — 1904
- Цуцилівська тривога в 1848 р. (причинок до історії останніх днів панщини в Галичині) [Архівовано 7 квітня 2014 у Wayback Machine.] // Науковий збірник, присвячений професорові Михайлові Грушевському учениками й прихильниками з нагоди його десятилітньої праці в Галичині (1894—1904). — Львів, 1906.
- Початки преси на Україні, 1776—1850 [Архівовано 25 квітня 2015 у Wayback Machine.] // Записки НТШ. — 1926. — Том 144—145
- Руська самооборона на галицько-угорськім пограничу 1848—1849. Львів, 1912.
- Кревецький І. Часописи Галицького Поділля: іст.-бібліогр. матеріяли з p. p. 1882—1927 / Іван Кревецький ; Вінниц. філ. Всенар. б-ки України при Укр. акад. наук. — У Вінниці: Віндерждрук. ім. Леніна, 1928. — 21 с. — (Матеріяли до історії друку та бібліографії Поділля ; т. 1, зошит 3). [Архівовано 26 вересня 2020 у Wayback Machine.]
- Кревецький І. Перша газета на Україні / Ів. Кревецький ; Укр. наук ін-т книгознавства. — Київ: б. в., 1927. — 15 с. [Архівовано 26 вересня 2020 у Wayback Machine.]
- Кревецький Ів. Початки преси на Україні, 1776—1850 / Ів. Кревецький. — Львів: З друк. Наук. т-ва ім. Шевченка, 1927. — 26 с. : іл. [Архівовано 22 січня 2021 у Wayback Machine.]